# 43 ngày kỳ quặc
Movie 43 là một bộ phim phác thảo như một tuyển tập phim hài được đồng đạo diễn và sản xuất bởi Peter Farrelly, kịch bản phim được viết bởi Rocky Russo và Jeremy Sosenko cùng một số người khác. Bộ phim có 14 tình tiết khác nhau, và mỗi tình tiết đều được chỉ đạo bởi những đạo diễn khác nhau bao gồm Elizabeth Banks, Steven Brill, Steve Carr, Rusty Cundieff, James Duffy, Griffin Dunne, Patrik Forsberg, James Gunn, Bob Odenkirk, Brett Ratner, Will Graham, và Jonathan van Tulleken. Bộ phim cũng có sự góp mặt của một dàn sao tên tuổi như Kristen Bell, Halle Berry, Gerard Butler, Anna Faris, Hugh Jackman, Johnny Knoxville,Christopher Mintz-Plasse, Chloë Grace Moretz, Seann William Scott, Emma Stone, và Kate Winslet cùng một số diễn viên khác.
Bộ phim phải mất gần một thập kỷ để bước vào công đoạn sản xuất khi hầu hết các hãng phim đã từ chối kịch bản, và cuối cùng Relativity Media đã mua lại nó với giá $6 triệu. Bộ phim được quay trong khoảng vài năm, và quá trình quay phim cũng là một thách thức lớn đối với các nhà sản xuất. Một số diễn viên tên tuổi, bao gồm George Clooney, đã ngay lập tức từ chối tham gia phim, trong khi những người khác như Richard Gere cũng suýt nữa rời khỏi dự án làm phim.
Phát hành vào ngày 25 tháng 1 năm 2013, Movie 43 đã nhận sự chỉ trích gay gắt từ phía các nhà phê bình, khi Richard Roeper gọi đó là "cơn cuồng phong khủng khiếp",, và phần lớn những người khác cũng đã dán nhãn coi nó như là một trong những bộ phim tồi tệ nhất mọi thời đại. Bộ phim đã giành 3 giải thưởng tại lễ trao Giải Mâm xôi vàng lần thứ 34, trong đó có hạng mục Phim dở nhất.

## Diễn viên
- Halle Berry
- Elizabeth Banks
- Kristen Bell thủ vai Supergirl
- Jimmy Bennett
- Leslie Bibb thủ vai Wonder Woman
- Kate Bosworth thủ vai Arlene
- Gerard Butler thủ vai Shaun
- Bobby Cannavale thủ vai Superman
- Kieran Culkin
- Josh Duhamel
- Jared Dudley
- Anna Faris thủ vai Vanessa
- Richard Gere thủ vai Boss
- John Hodgman thủ vai The Penguin
- Terrence Howard
- Hugh Jackman
- Johnny Knoxville
- Martin Klebba thủ vai Killer Chaun
- Beth Littleford
- Justin Long thủ vai Robin
- Aasif Mandvi thủ vai Asif
- Jack McBrayer thủ vai Brian
- Stephen Merchant thủ vai Donald
- Christopher Mintz-Plasse
- Chloë Grace Moretz
- Chris Pratt thủ vai Jason
- Liev Schreiber
- Seann William Scott
- Tony Shalhoub
- J.B. Smoove
- Emma Stone thủ vai Ellen Malloy
- Jason Sudeikis thủ vai Batman
- Uma Thurman thủ vai Lois Lane
- Matt Walsh
- Patrick Warburton
- Naomi Watts
- Jeremy Allen White thủ vai Kevin Metzger
- Kate Winslet thủ vai Juliet Hulme
- Zen Gesner